# نیروی هوایی تاجیکستان
نیروی هوایی تاجیکستان (به تاجیکی: Қувваҳои ҳавоӣ ва мудофиаи Тоҷикистон) (به خط فارسی: قوای هوایی و مدافع تاجیکستان) شاخه‌ای از ارتش تاجیکستان می‌باشد. در حال حاضر یک شاخه کوچک است که شامل ۲۶ هواپیما است.
این نیرو در جستجو و نجات، حمل‌ونقل و حمله به گروه‌های مخالف است.

## تاریخچه
در طول دههٔ ۱۹۹۰ ارتش نیروی هوایی نداشت و به نیروی هوایی روسیه برای دفاع هوایی متکی بود، اما دولت برای ساخت یک بخش هوایی برنامه‌ریزی کرد. در سال ۲۰۰۷ نیروی هوایی ۸۰۰ سرباز و ۱۲ بالگرد داشت. ساختار سازمانی نیروی هوایی ناشناخته است. نیروی هوایی تاجیکستان تحت نظارت نیروی هوایی روسیه است. نیروی هوایی تاجیکستان همچنان کوچک است زیرا انتظار حملات هوایی به شهر دوشنبه نیست و نیروهای هوایی روسیه در منطقهٔ حصار تاجیکستان و سایر نیروهای روسیه در قزاقستان هر گونه حمله را متوقف خواهند کرد. این کشور همچنین توسط هواپیماهای روسی به عنوان بخشی از سیستم دفاع هوایی مشترک کشورهای مستقل همسود (CIS) به سر می‌برد. نیروی هوایی بیشتر برای مأموریت‌های جست‌وجو و نجات، حمل‌ونقل و حمله به گروه‌های ستیزه‌جوی استفاده می‌شود.

برای تأمین بودجهٔ دولت بر صندوق‌های خارجی تأکید داشت. در فوریهٔ ۲۰۱۳ یک مسابقهٔ سالگرد ۲۰ ساله در شهر دوشنبه و جشن تولد نیروهای مسلح برگزار شد. در طول رژه ۲۰ هلیکوپتر در سراسر شهر پرواز کرد. هند یک معامله را انجام داد که نیروهای هوایی تاجیکستان و روسیه پایگاه هوایی مشترک در اختیار داشته باشند. این پایگاه به‌طور مشترک توسط نیروهای هند، تاجیکستان و روسیه فرماندهی می‌شود که واحد را به صورت دوره‌ای چرخش می‌دهند.

## هواپیماها

### موجودی کنونی
| هواپیما             | خاستگاه             | نوع                 | در خدمت             | یادداشت             |
| هواگرد ترابری نظامی | هواگرد ترابری نظامی | هواگرد ترابری نظامی | هواگرد ترابری نظامی | هواگرد ترابری نظامی |
| ------------------- | ------------------- | ------------------- | ------------------- | ------------------- |
| آنتونوف ای‌ان-۲۶     | اتحاد جماهیر شوروی  | ترابری              | ۱                   |                     |
| توپولف تو-۱۳۴       | اتحاد جماهیر شوروی  | ترابری              | ۱                   |                     |
| بالگرد              |                     |                     |                     |                     |
| میل ۸               | اتحاد جماهیر شوروی  | ترابری              | ۱۴                  |                     |
| میل ۲۴              | اتحاد جماهیر شوروی  | تهاجمی              | ۶                   |                     |
| هواپیمای آموزشی     |                     |                     |                     |                     |
| آئرو ال-۳۹ آلباتروس | چکسلواکی            | آموزشی، تهاجم سبک   | ۴                   |                     |